# Edward Shippen
Pour les articles homonymes, voir Shippen.
Edward Shippen (né en 1639 à Hillham dans le Cheshire en Angleterre - mort en août 1712 à Philadelphie en Pennsylvanie) est le deuxième maire de Philadelphie. Il a été nommé pour un mandat d'un an par William Penn en 1701. En 1702, il a été réélu pour un second mandat d'un an, faisant de lui le premier maire élu de Philadelphie. Les maires ont continué à être élus pour des mandats d'un an  jusqu'en 1887, époque à laquelle le mandat actuel de quatre ans a été mis en place.